# Ormosia rostrifera
Ormosia rostrifera là một loài ruồi trong họ Limoniidae. Chúng phân bố ở miền Cổ bắc.